# The Sims: Abracadabra
The Sims: Abracadabra (The Sims: Makin' Magic in Engelstalige landen) is het zevende en laatste uitbreidingspakket van het simulatiespel The Sims. Het introduceert de nieuwe Magie-Stad waar Sims magie kunnen leren, zowel met positieve als negatieve effecten, afhankelijk van de situatie.

## Gameplay
Magien-Stad is de nieuwe buurt in dit pakket met in totaal negen kavels, waarvan zes openbaar en drie bewoonbaar. Het is de enige buurt, uitgezonderd de gewone buurten uit het basisspel, waar Sims kunnen wonen. Voorwaarde is wel dat de Sim genoeg Magiemunten tot zijn beschikking moet hebben om naar een van de drie bewoonbare kavels te verhuizen. Het uitbreidingspakket voegt ook nog nieuwe magische voorwerpen toe.